# MÁV-Baureihe Cmot
In die ungarische Triebwagenreihe MÁV-Baureihe Cmot wurden einige Triebwagen der ersten Generation bei den Magyar Államvasutak (MÁV) eingereiht, die für die Československé státní dráhy (ČSD) gefertigt wurden und in Folge der Ereignisse des Zweiten Weltkrieges auf ungarischen Boden gelangten und dort umbezeichnet und eingesetzt wurden.

## Unterbaureihen
Im Einzelnen handelt es sich um die Reihen MÁV Cmot 201–202, MÁV Cmot 210–215, MÁV Cmot 220–224, MÁV Cmot 225, MÁV Cmot 230–232 und MÁV Cmot 250. 

### MÁV Cmot 201–202
Die MÁV Cmot 201–202 war zuvor die ČSD-Baureihe M 120.1. Von diesem mit Schienenfahrwerk ausgestatteten Omnibus gelangten zwei Fahrzeuge zur MÁV. Über Einsätze existieren keine Unterlagen.

### MÁV Cmot 210–215
Unter der Bezeichnung MÁV Cmot 210–215 gelangten sechs Triebwagen der ČSD-Baureihe M 122.0 auf ungarischen Boden. Von dieser Reihe existieren ebenso keine Daten über die weitere Verwendung.

### MÁV Cmot 220–224
Dabei handelt es sich um Tatra-Turmtriebwagen der ČSD-Baureihe M 130.2, von der fünf Exemplare mit der Bezeichnung MÁV Cmot 220–224 zur MÁV gelangten. Über ihre Weiterverwendung gibt es keine Angaben.

### MÁV Cmot 225
Der Triebwagen MÁV Cmot 225  war ursprünglich der ČSD M 130 323. 1951 wurde der Wagen ausgemustert und in einen Beiwagen der Budapesti Helyi Érdekü Vasutak, BHÉV mit Turm verwendet.

### MÁV Cmot 230–232
Von der Baureihe ČSD-Baureihe M 131.0 gelangten drei  dieselelektrische Triebwagen der ČSD 1945 nach Ungarn und erhielten die Bezeichnung MÁV Cmot 230–232.

### MÁV Cmot 250
Ein Triebwagen der ČSD-Baureihe M 242.0 gelangte im Verlauf des Krieges nach Ungarn und fuhr eine Zeit lang als MÁV Cmot 250.  